# A hajlékony munka stílusa
A hajlékony munka stílusa, pinjin átírásban Rou Gong Men, (kínaiul: 柔功门, magyaros átírásban zsou kung men; kantoniul yau kung mun) egy kínai harcművészeti stílus, mely átmenet az úgynevezett „külső” és „belső” kungfu-irányzatok közt. Igazi különlegessége innen ered. Megnevezésében a "rou" (kínaiul 柔, magyaros átírásban: zsou) lágyat, rugalmast, befogadót, továbbadót jelent. A "gong" (kínaiul: 功, kung) munkát, keményet, szilárdat, a megmozdíthatatlant, olyat, amelyhez testi erő szükséges. A „men” (kínaiul 門, magyaros átírásban: men) szócska az autentikus harcművészetben kaput, bejáratot jelent „a Kapu, amely a tudás, a végtelen tapasztalások során – a Megvilágosodás Kapuja”. A kínai harcművészetekben három „nagy irányt” különböztethetünk meg: (1) családi irányzatok, azaz "jia" (kínaiul: 家, magyaros átírásban: csia) (2) szekták, azaz "pai" (kínaiul: 派, magyaros átírásban: paj) iskolák vagy pontosabb kifejezés: rendszerek, azaz "men" (kínaiul: 門, magyaros átírásban: men)
Az erő olyan mint a tigris, a lágyság akár a szél. A kiszámíthatatlan változások innen erednek…
A Rou Gong Men mély hagyománnyal rendelkező autentikus irányzat, amely a Tang-dinasztia időszakában – Pinjin: Tángcháo (618. június 18. – 907. június 4.) keletkezett. Mesterei hatékonyan ötvözték a lágy és kemény irányzatok, technikák sajátosságait, rendkívül értékes rendszert hozva létre. Alapja a qìgōng (kínaiul: 气功, magyaros átírásban: csí kung), alapelvei pedig az évezredes hagyományokkal rendelkező kínai kultúrában és filozófiában gyökereznek. Ideológiáját tekintve a chán (kínaiul: 禅, magyaros átírásban: csan) buddhizmussal azonosítható. A Hajlékony Munka Stílusának formái a hatékonyságra és egyszerűségre törekszenek. Magukba foglalnak védekező-, támadó-, és küzdelmi technikákat – a kung fu minden lényegi elemét. A Mesterek úgy tartják: a valódi mozgás belülről születik, a qi áramlása által. Nem populáris stílus – viszonylag kevesen gyakorolják, és bár igen hatékony, napjainkban Dél-Kínában találkozhatunk vele leginkább. Az északi részeken családok őrzik értékeit. (Magyarországra a Zhang Család hozta el; kínaiul 张家柔功门). A gyakorlás kiteljesedésre, és nem csupán a küzdelemre, harcra fókuszál. A Mesterek által oktatott legfontosabb alapok: (1) a stabil állás és megfelelő lépések, haladás, (2) a gyorsaság elérése a lágyság és a körkörösség szűkítése által, (3) a qi tudatos keringetése és alkalmazása a technikákban, (4) a csípő és a törzs kiemelkedő szerepe a küzdelmek során. A „külső” és „belső” módszerek együttes alkalmazása teszi a stílust igen értékessé, a kínai harcművészetek világában. (内外相合，外重手眼身法步，内修心神意气力。 Külső és Belső alkalmazása Egy. A külső jelenti a kéz-, szem-, test-, és az állások gyakorlását, a belső jelenti a szív-, tudat-, erély-, lélek gyakorlását).
Megjegyzés: Tang-dinasztia. 712-től 756-ig trónon ült Tang Xuanzong császár uralmának első felét a kínai történelem és kultúra egyik aranykorának tartják („Kai yuan-i szép napok”), amelyre mind a külpolitika, mind a belpolitika terén a nagyfokú stabilitás volt jellemző. Xuanzong uralmának vége felé azonban a hatalom a vidéki helyőrségi parancsnokok, illetve a szépséges ágyas, Yang Guifei családjának kezébe került, miközben a császár a szerelmével volt elfoglalva. 755-ben az An Lushan nevű, közép-ázsiai származású tábornok fellázadt a dinasztia ellen. Bár lázadást 763-ra nagy nehezen leverték, a Tang-dinasztia sosem nyerte vissza régi fényét, ugyanakkor az uralkodóház hatalmát sikerült további egy évszázadra konszolidálni. A Tang-kort a kínai történelem aranykorának tartják: Kína befolyása soha nem látott mértékben megnőtt, virágzottak a művészetek – például a költészetben ekkor alkotott Li Bai, Du Fu, Wang Wei. A kínai buddhizmus is ekkor élte fénykorát, jelentős mértékű városiasodás indult meg, s számos olyan technikai újítás is ekkor jelent meg, amely csak a Song-dinasztia korától kezdte éreztetni hatását (pl. könyvnyomtatás).

## A stílus története, korrajz

### A Hajlékony Munka Stílus kialakulásának időszaka
Legendák
Az Alapító Mestert Ding Yang-nak hívták, buddhista szerzetes volt, aki a Tang-dinasztia Pinjin: Tángcháo (kínaiul: 唐朝) korai időszakában élt, Dai Zong Császár (kínaiul: 唐代宗李豫 726–779, Li Chu (李俶); 758 Li Yu (李豫) nevet vette fel) uralkodása idején – feltételezhetően az An LuShan lázadás (755–763) időszakában (kínaiul: 安史之乱, Pinjin: Ān Shǐ Zhī Luàn – más néven: Tianbao Lázadás (kínaiul: 天寶之亂). A legendák és elbeszélések szerint Ding Yang Alapító Mester visszahúzódó, kötelességtudó szerzetesként szorgalmas gyakorlással élte mindennapi életét, melyről írásos emlékek nem maradtak fenn. Ding Yang Alapító Mester a Song-hegyen (Pinjin: Sōng Shān, kínaiul: 嵩山 magyaros átírásban: szung san) a Shong-shan Shaolin Templomban (Pinjin: Shàolínsì, kínaiul: 少林寺 magyaros átírásban: saolin se) élt és dolgozott. Akkoriban a Shaolin több mint háromszáz éve állt (426-tól), megannyi csarnoka működött, a buddhista, vallási élet virágzásnak indult, amely a kultúra – és így a harcművészetek fejlődésére is hatással voltak.
Megjegyzés: A Shaolin Kolostor. Az ősi fővárostól, Luoyangtól(洛阳, trad.: 洛陽, Pinjin: Luòyáng) délre, az északi Henan tartományban (河南, Pinjin: Hénán; Wade-Giles: Ho-nan), a Haoshan-hegységben, a Kr. e. 3. évszázadban szerzetesek egy csoportja menedékre lelt a rivalizáló feudális urak elől. A Songshan-hegyen (Wuyue), Dengfeng közelében súlyos kőfalakkal körbevett templomot emeltek, és fiatal erdei fenyővel ültették be a környéket. A kolostornak a Shaolin (fiatal erdő) nevet adták. Már a Kr. u. 2. századtól gyakorolták itt a szerzetesek a Hua Tuo Öt Állat Módszerét, (wuqinxi). A templom akkori elöljárója, Zhou Jing hívta meg a két harcművész mestert, Gun SuWei-t és Heng GaiZhang-ot a kolostorba. Harcművészetre taníttatta a szerzeteseket, hogy felvértezzék magukat a folyamatos rablótámadásokkal szemben. Ütőképes harci alakulatának köszönhetően a kolostor hamarosan megnövelhette vagyonát és befolyása is megnőtt. A Shaolin-kolostor már az 5. században Észak-Kína legnagyobb vallási központjának számított. 426-ban a császár támogatásával új erődítményeket emeltek, és ott állomásozott egy katonai helyőrség is. Mivel a biztonság szavatolva volt, a harcművészet lassan feledésbe merült, a szerzetesek pedig inkább vallási gyakorlataiknak szentelték magukat. Északi templom: Song Shan (Henan). 495-ben ide érkezett DaMo, ez a templom a shaolin központja. Itt élt Mei Fa San Yang szerzetes és az Alapító Mester, Ding Yang Mester is. Wutang, amely Wutang városa közelében épült. Öreg, nagyon régi a kolostor, amellett a történetírások említése szerint 800 körül csatoltak a Shaolin rendhez. Mei Shan, amely könyvtár és orvosi templomként működött, Sichuan tartományban. A templom egy régi eredetileg Taoista templom 1500-as években csatolták a Shaolinhoz. A henan-i templom 1723-as pusztulása e vidékre menekültek a szerzetesek, köztük ToSheng Mester is. Déli templom: Fukien, déli központ. Valószínűleg a henani templommal egy időben építették, a shaolin rendbe 650 körül került. Buddhista templom maradt egészen az 1600-as évek elejéig. Azokban az időkben, amikor a henani kolostor leégett vagy veszély fenyegetett, a nála sokkal nagyobb Fukien vette át a központ szerepét. 1723 után JuKe által vezetett Fukien vette át a vezet szerepet. Kwangtung. Az 1700-as évek végén épült.
A Sárkány Kung Fu stílus Mesterei úgy tartják, Mui Fa San Yang szerzetes egy napon harcművészeti gyakorlásról elmélkedett, elképzelve a védekező mozdulatait. E meditációban egy nyújtózkodó, csavarodó sárkányt látott, mely látomása a későbbi gyakorlásai során inspirálta. A „megálmodott” módszer a Rou Gong Men volt, amelyet apátja, Ding Yang szerzetes fejlesztett tovább. (Ebből alakult ki – és vált később külön irányzattá maga a Sárkány Kungfu, amely a szerzetesek vándorlásai során 1565-ben északira, 1680 körül pedig délire tagolódott. A Henan-ból délre került „déli” stílust tartják eredetinek. Az északi stílus az 1570-es kolostori rombolást követően indult virágzásnak). A Sárkány mozdulatai a szél meglovagolása, a Hajlékony Munka Stílusában ez a rendkívüli csípőtechnika, amely a stílus egyik központi elmélete-, valamint a kirobbanó erő, a gyors támadás és a rejtőzés, azaz az erőelvezetések módszerei. A sárkányban, mint mitikus lényben a chan buddhisták a megvilágosodott igazság képét látták, amelyet érezni kell, de megfogni sohasem lehet.
Ding Yang különleges gyakorlási módszerét úgy alakította, hogy sajátos módszert dolgozott ki a Qi (kínaiul 气, magyaros kiejtéssel: csí) keringetésére és a formákba való elvezetésre amely a pinjin: Fā Jìng, (kínaiul: 發勁, magyaros kiejtéssel: fa csing) módszer. E rendszerben különös hangsúlyt kapott a csípő és a törzs mozgása (sárkány), a lépések és a gyors-, körkörös kéztechnikák (leopárd és tigris) hatékony alkalmazása. Az Alapító Mester művészetét nem nevezte el – "A Stílus, Minek Nincs Neve" emlegette csupán, hiszen alapvetően „szemléletet”, „módszert” hozott létre. Nagyon hatásosan ötvözte a keménység és a lágyság (kínaiul: 內丹, 外丹气功, pinjin: nèidan, wàidan qigōng) elemeit, ezért a harcművészetek világában a stílust átmeneti stílusként tartják számon. A Rou Gong Men gyakorlása során igen hangsúlyos a pinjin: Nèi Jìng (kínaiul: 內勁, magyaros kiejtéssel: nej csing) amely pinjin: Nèi Gōng (kínaiul: 內功, magyaros kiejtéssel: nej kung) gyakorlatokkal (belső gyakorlatok) fejleszthető. A Nèi Jìng alkalmazása teszi lehetővé a „kirobbanó erő” létrehozását és alkalmazását, amely a Hajlékony Munka Stílusának egyik legjellemzőbb sajátossága. E különleges képesség gyakorlására a pinjin: Fā Jìng (kínaiul 發勁, magyaros kiejtéssel: nej csing) módszerrel a pinjin: xia dan tian-ben összegyűjtött Qi a meridiánok segítségével a környéki részekre vezethető, ezzel pedig az izmok ereje, a gyorsaság és a dinamika hatványozható. A Rou Gong Men módszere a külső gyakorlás (pinjin: Wài Gōng, 外功, magyaros kiejtéssel: vaj kung) és a belső gyakorlás (pinjin: Nèi Gōng, 内功，) egyesülése. Erre mondják a Mesterek: 內外合一, 天人合一. Zhuang Zi pedig így említi: 天地與我並生, 萬物與我唯一. A régebbi korokban keletkezett iratok, a buddhista vallási élet fejlődése és virágzása, valamint a bölcsek útmutatásai nagy hatás gyakoroltak a harcművészet fejlődésére, a Hajlékony Munka Stílusa is ezekben az időkben teljesedett ki. Alapjául szolgált:
- Zhuāng Zǐ (kínaiul: 庄子) által i. e. 300 körül írt könyve, a Pinjin: Nán Huá Zhēn Jīng (kínaiul: 南華眞經, magyaros kiejtéssel: nan hua csen csing), melyben a légzés és az egészség közötti kapcsolatot írta le;
- Nei Jing Shu Wen (kínaiul: 內經素問, magyaros kiejtéssel: nej csing su ven) – azaz a Sárga Császár Belgyógyászati Könyve (kínaiul: 黃帝內經 azaz Huangdi Neijing), amely a szerveket, vezetékeket és vitális pontokat is taglalja. A pinjin: shu wen (kínaiul: 素問, magyaros kiejtéssel: su ven) fejezete a Qi elméletével foglalkozik, II. fejezete a pinjin: Ling Shu (kínaiul: 靈樞, magyaros kiejtéssel: ling su) vagy másképpen a pinjin: zhen jing (kínaiul: 針經, magyaros kiejtéssel: csen csing) az akupunktúra alapjai. E mű az alapja a Hajlékony Munka Stílusában alkalmazott belső technikáknak (nei fa).
- Valamikor i. e. 221 – i. sz. 220 között keletkezett pinjin: HanSu YiWunZu irat – a Hanok Könyve, amely négyféle csí kung edzésmódot ismertet;
- Pan Gu (kínaiul: 班固, 32–92) által írt pinjin: Hàn shū (kínaiul: 汉书, magyaros kiejtéssel: han su, kínaiul itt olvasható) vagy Hanok Könyve 39-92 között íródott „Pusztakezes Harc Hat Fejezete”
- A Qin-dinasztia (i. e. 221-206) uralkodása alatt élt Hua Tuo (kínaiul: 華佗), aki a „DuanGin Módszer”-t – az öt állat utánzásán alapuló, és a helyi Qi keringés fejlesztésére szolgáló módszert terjesztette. Ezt pinjin: Wu Qing Si-nek (kínaiul: 五禽戲, magyaros kiejtéssel: Vu Csing Sze) nevezte (Az Öt Állat Mozgása vagy Öt Állat Qi Gong).
- Ge Hong (kínaiul 葛洪, Pinjin: Gě Hóng azonban ZhiChuan néven is ismert 284-364) „BaoPoZi” című jegyzetében említi a Qi áramlásának tudatos irányítását és fejlesztését. Két részből áll: az ún. „külső fejezetek” az állam, társadalom, politika kérdéseit tárgyalják, keverve a konfuciánus és legista tanokat, a „belső fejezetek” pedig alkímiával, misztikával, élethosszabbító technikákkal, halhatatlansággal, foglalkoznak.
- Da Mo (Bodhidharma – Kasyapának, Buddha tanítványának 28. reinkarnációja) 514-ben érkezett Shaolinba, ragyogó hagyatéka a Pinjin: YiJinJing (kínaiul: 易筋經, magyaros kiejtéssel: ji jin csing) azaz az Izom és Ín Átalakítása valamint a pinjin: YiSuiJing (kínaiul: 易髓经, magyaros kiejtéssel: ji sui csing) azaz a Velőtisztítás Módszerei tanítások és gyakorlatok. Tanítványai jegyezték le, 547-ben Xuànzhī által írt „Luoyang Buddhista Kolostorainak Feljegyzései” Pinjin: Luòyáng Qiélánjì (kínaiul: 洛陽伽藍記) is taglalja a nagy tanító maradandó tanításait. (YiJinJing előszavát Pinjin: Lǐ Jìng (李靖, 571–649), ismert még: Pinjin: Yàoshī (kínaiul: 藥師 / 药师, magyaros kiejtéssel: Jaosi), kínaiul: 衛景武公), generális, Tang-dinasztia időminisztere) írta Weisheng Yijinjing címen. A műhöz több előszó és kommentár is született)

A fenti iratok és értekezések nagyban befolyásolták a Hajlékony Munka Stílusának későbbi elméleteit és rendszerét. A stílus technikái körelméletre épülnek, a formák az öt állat módszerét vették alapul, amelyek a qi áramlását tartják elsődlegesnek. A Shaolin kolostorban generációnként csak egyetlen, Mesterré vált tanítvány oktatta a stílust, a tanítások főként szóban hangzottak el – feljegyzések a mesterek és tanítványok munkásságáról, a legújabb korig nem maradtak fenn (amelyeket esetleg lejegyeztek, a lázadások, és kolostor-gyújtogatások következtében a tűz martalékaivá lettek – könyvtárak, irattárak semmisültek meg). A tanítások alapja a „Nyolc Feltétel” vagy „Nyolc Megértés”, mely megfelelő alapot adtak a további tanuláshoz és gyakorláshoz. ((1) Koncentráció fenntartása, (2) A Közép megtartása minden helyzetben, (3) mozgékony karok, (4) gyors reflex, (5) gyors és tiszta lépések erős lábakon, (6) gyorsaság minden mozdulatban, (7) mindig készen a mozgásra és támadásra, (8) képesség a gyors fordulatokra)
A Hajlékony Munka Stílus gyakorlásának kezdeti szakaszaiban fontos a QiGong és az autentikus harcművészetre jellemző tanítások, módszerek megismerése és megértése, hiszen ezek adják a tudatos gyakorlás alapjait.
Megjegyzés: Kemény és Lágy – Külső és Belső – Északi és Déli sajátosságok. A kemény irányzatok külső stílusok (外家拳), amelyek az izmok erejét használják. A belső energiát az izmok feszítésével a karokban illetve a lábakban fejlesztik. A kemény technikák az izmok és az inak teljes ellazítását kerülik. A qi az izmokba áramlik, lélegzet visszatartásával a felhalmozott energia ott marad – ez a módszer rövid idő alatt elérhető hatékony harci tudássá fejleszthető, azonban az idő tova-haladtával a képességek meggyengülnek. A lágy irányzatok belső stílusok (内家拳), az ellazulást hangsúlyozzák. Különleges technikák révén az ütések becsapódása előtt a karokat hirtelen – a csípő aktív használatával visszarántják, „korbácsütéshez” hasonló lágy erő súlyos belső sérüléseket okoz. A képességek kifejlesztése sokévi szorgalmas gyakorlást igényel, azonban a mozgás dinamikus és erővel teli lesz. A Hajlékony Munka Stílusa kihasználja e két irányzat előnyeit, technikáiban és a rendszer felépítésében egyesítik őket. Gyakorlás során az izmok lazák, a qi szabadon áramlik az alsó dan-tien-ből felfelé. Ez a „belső dinamika” feltölti az izmokat. Az ütések becsapódásának pillanatában azonban kemény lesz – védve az ízületeket, és az erő átadása is megtörténik. A kínai harcművészeteket felosztják „északi” (北拳) és „déli” (南拳) stílusokra. A Hajlékony Munka Stílusa déli-irányzat, jellemzőek a mély állások, és a magasan fejlett gyors, körkörös kéztechnikák. A helyzetváltoztatás, a csípő szerepe illetve a törzs technikái fejlettek, rúgások ritkán magasak. Napjainkban találkozhatunk vele észak-kínai vidéken is, ahol családi-stílusként tartják számon…

### Kína, a Tang-dinasztia utáni időszak (907–1644)
A kolostori gyakorlások, fejlődés és kiteljesedés
E dinasztiákban a Rou Gong Men belső elméletére a Qi Variációinak Elmélete azaz pinjin: Qi Fa Lun (kínaiul 气法论, magyaros kiejtéssel: csí fa lun) – amely a Qi és a Természet kapcsolatáról szól -, valamint a Qi Vezetékeinek és Mellékágainak Elmélete azaz pinjin: Jing Lou Lun (kínaiul 经络论, magyaros kiejtéssel: csing luo lun) – amely a Qi keringését írja le az emberi testben – gyakorolt nagy hatást. A szerzetesek, így a gyakorlók az orvoslás alapjait is megismerték, amely elméletek a gyakorlások során is megjelentek (pl.: a vitális pontok stimulálásával (kínaiul 穴, xué és kínaiul 经络, Jing Luo ismeretek) A 108 vitális pontot a Hajlékony Munka Stílusa a „főnix-szem ököl” technikával támadja, így befolyásolja a testben áramló qi-vér-folyadékok és a környéki idegek működését. Ezt a tudást titokként kezelték, végső tanításként adták tovább – hiszen hatalmas lehetőség és erő rejlik benne. A módszert pinjin: diǎnxuè-nek (kínaiul: 點穴, magyaros kiejtéssel: tien hszüe) nevezik, amelyet pinjin: qín ná (kínaiul: 擒拿, magyaros kiejtéssel: csin na) technikákkal (csavaró-, izomfogásos-, és testüregnyomásos qín ná) egészítenek ki és tesznek hatékonnyá. Napjainkban csak olyan tanítványok kapják meg, akik szellemileg elég érettek ahhoz, hogy fel tudják mérni használatának következményeit.
Megjegyzés: Tang-dinasztika utáni korszakok. Kína, 907–1644 időszaka: Öt Dinasztia és a Tíz Királyság időszaka (五代十国, pinjin: Wǔdài Shíguó), Song Sinasztia (宋朝; pinjin: Sòng cháo), Yuan Dinasztia (元朝, pinjin: Yuáncháo), Ming Dinasztia (明朝, pinjin: Míng Cháo) Kolostorok és a császári támogatás A dinasztiák alatt uralkodó császárok mindegyike támogatta és segítette a kolostorok fenntartását, attól függően, hogy melyik vallást, filozófiai rendszerben hittek. E dinasztiák alatt gyakoriak voltak a fosztogatások, támadások, amelyek alól a kolostorok, templomok sem voltak kivételek. Ha a császár taoista volt, a buddhista kolostorok „védtelenek” maradtak, sőt, sokak átalakultak és taoista kolostorokká lettek. A császár helyőrségek kihelyezésével és állomásoztatásával segítette a kolostorok védelmét, a katonák pedig részt vettek a kolostor / templom fenntartásában, működtetésében is. Ha nem volt helyőrség, a templomnak magának kellett gondoskodnia ütőképes védelemről. A Shaolin kolostorban valamivel több, mint száz „harcos szerzetes” dolgozott, 1723-as támadáskor létszámuk 128 fő volt. A gondterhes időkben a harcművészetük inkább a gyors, erőteljes és hatékony technikákat (kemény stílusok) rendszerezte, amely alkalmas volt arra, hogy rövid ideig tartó gyakorlás elegendő legyen a győzelemre. A qigong erő növelésére, az egészségesség megőrzésére irányult, a Mesterek a qigong-ot és a kemény rendszerű technikákat külön kezelték. A Hajlékony Munka Stílusának módszere ezért igen különleges volt, hiszen alapvetően a harci technikákat qigong alapokra helyezte. Bár a gyakorlás kezdeti szakasza ezért elhúzódó lehetett, azonban a technikai hatékonyság nagymértékben fokozhatóvá vált. Ebben rejlett a Rou Gong Men stílus titka, különleges módszere.
Az „erőelvezetés”, a „súlypont-áthelyezés” és az „erőderék” technikák és módszerek a védekezésnél, a körök (körelmélet: vezérkör, nagykör, kiskör összekapcsolásával rendszert alkot) összekapcsolásánál és a dinamikus támadásoknál játszanak nagy szerepet. A qigong formák és az alapgyakorlatok (kínaiul: 基本功, pinjin: ji ben gong) nem konkrét formagyakorlatokká, mind inkább képességeket kialakító speciális gyakorlatokká váltak – amely az autentikus harcművészeti stílusoknál klasszikus, bevett szokás volt. Növelték, és egyben igazolták a qigong alapokra építkező módszer hatékonyságát. Formagyakorlatok bár léteztek, egyéni mivoltjuk miatt folyamatosan változtak. A harcművészeti tudás alkalmazására számos alkalom adódott. Nem csupán a templom-, hanem Kína védelmére is alkalmazták a kiválasztott szerzetesek. A Song-, és Ming-dinasztia idején a szerzetes-vándorlások során a különlegesebb harcművészeti technikák és módszerek vándorlása is megindult. Így terjedtek a buddhista tanok, művészeti ágak, és a tudomány is – valamint így „vándorolt” kolostorról kolostorra a harcművészeti tudás is. E vándorlások révén alakultak ki az egyes irányzatok különböző stílusai. A Hajlékony Munka Stílusa, mint módszer Henan tartomány Song-, és Funiu hegyeiben maradt (egészen 1723-ig). Több utalás szerint, a Rou Gong Men 1500-as 1600-as években más kolostorokban is megjelent. Buddhista templomok, kolostorok többsége nem buddhista központ volt, regionális, járási vallási élet és a tanok hirdetésében játszottak nélkülözhetetlen szerepet, ahol a szerzetesek „nyugodtabb” életet éltek. Ezekben a kolostorokban vált lehetővé a Hajlékony Munka Stílusának belső irányzatként való fejlődése, kiteljesedése.
Megjegyzés: Japán kalóztámadások és shaolin győzelem. 1550-es, '60-as években japán kalóztámadások (kínaiul 倭寇, pinjin: Wōkòu) érték Kínát, Jiajing és Wanli császárok uralkodása idején. 1523 és 1588 között 66 alkalommal törtek be a japán kalózok Kína földjére. 1550-es években Wang Zhi (汪直) szervezte meg a japán támadás elleni védelmet. 1553-ban Wan Biao a Nanjing-i Katonai Bizottság alelnökének parancsára a kínai sereget Shaolin szerzetesekkel is megerősítették. Shaolin harcos papjainak négy ütközete volt: a Hangzhou Öbölben 1553 tavaszán, Huangpu Folyó deltájánál Wengjiagangban 1553. július 21-én 120 harcos pap szállt harcba a japán kalózokkal (nem minden Shaolinból érkező szerzetes harcolt – versengtek e megtiszteltetésért), Majiabang-nál 1554 tavaszán, és Taizhou-nál 1555 őszén, ahol hatalmas győzelmet arattak. E csatában négy harcos pap feláldozta magát a győzelemért, maradványaikat a Négy Hősies Szerzetes Stūpa–ja (si yi seng ta) őrzi a She-Hegyen, Shanghai közelében. A Shaolin harcos papokat Qi Jiguang (戚继光, katonai generális: 1528. 11 –1588. 01) és Yu Dayou vezette, a krónikák “Qi Család Serege”-ként említik. A japán kalózokat shaolin segítséggel visszaverte Kína, a Buddhista központokat pedig az ott élő szerzetesek „harcművészeti tudása szerint” ragnsorolák. Első helyre a Shaolin kolostor-, másodikra a Henan tartományban lévő Funiu (伏牛山) Hegy szerzetesei-, a harmadik helyre pedig Shanxi tartományban lévő Wutai (五台山, pinjin: Wǔtái Shān) szerzetesei kerültek. 1500-as években igen aktív volt a kolostorkok közötti szerzetes-vándorlás, így a buddhista tanok és tanítások hirdetése mellett lehetővé vált a harcművészeti technikák és elméletek „kicserélése” is. (Funiu szerzetesei a shaolin papoktól tanultak, és legendás hatékonyságot fejlesztettek ki a bottechnikákban, Wutai szerzetesei pedig a Yang Családi Dárda alkalmazásáról váltak ismertté (楊家槍, pinjin: Yángjiā qīang).
1560 körül Pinjin: Yú Dàyóu (kínaiul: 俞大猷, magyaros kiejtéssel: Jű Tajou, 1503–1579, a kungfu fegyverek szakértője (Jingchu Changjian) az Egyenes Kard Klasszikusa c. jegyzet írója – kínaiul 《剑经》为俞大猷所编 – Qi Jiguang generális (kínaiul: 戚继光, 1528. november 12. – 1588. január 5., generális, a Ming-Dinasztia nemzeti hőse) jó barátja érkezett a Shaolin Kolostorba, hogy a japán kalóztámadásokban látott küzdelmek-, valamint győzelmek kapcsán tanulmányozza a szerzetesek harci tudását. Annak érdekében, hogy fejlessze a harcművészeti képességeket, Jü Mester két fiatal shaolin szerzetes társaságában (Zong Qing és Pu Cong szerzetesek) délre, pinjin: Jìnjiāng-ba tért (kínaiul: 晋江市), ahol három éven keresztül keményen oktatta őket. Az idő leteltével shaolin szerzetesei visszatértek, és a tanultakat átadták a többi szerzetesnek is – nagymértékben javítva ezzel a harcos papok képességeit. Pinjin: Tang Hao (kínaiul: 唐豪, ) a híres harcművészeti históriás „Öt Tigris Befogása”-ként – pinjin: Wǔ Hǔ Lán – (kínaiul 五虎攔) jegyezte le a technikákat és a módszert).
A legrégebbi, napjainkban fennmaradt irat az „Eredeti Shaolin Bottechnikák (és módszerek) Ismertetése” azaz pinjin: Shàolín Gùnfǎ Chǎnzōng (kínaiul: 少林棍法闡宗) 1610-ben keletkezett és 1621-ben tette közzé a szerző, Pinjin: Chéng Zōngyóu (kínaiul 程宗猷, magyaros kiejtéssel: Cseng Cong jou 1561-?). Cseng tízévnyi kolostori gyakorlás után (az ekkor 80 éves kolostor-vezető, Hong Zhuan szerzetes legjobb tanítványától, Guang An-tól tanulhatott) az akkori iratok és korai feljegyzések tanulmányozása-, és saját tapasztalatai alapján foglalta össze művét. Az irat utal az „átmeneti módszerekre”; yin és yang együttes használatára a nei kung és a vai kung módszerek sajátos, együttes alkalmazására (korai rou gong men). (Yu Dayou(俞大猷) 1566-ban írt feljegyzése Anthology from the Hall of Uprighteousness kínaiul: 正氣堂集, Pinjin: ZhengQiTangJi. Hong Zhuan titkos lándzsatechnikái a „Record of the Arm by Wu Shu” feljegyzésben (1611–1695, 吳殳, Pinjin: Wu Shu, Record of the Arm kínaiul: 手臂錄, Pinjin: ShouBiLu is megtalálhatóak, amely taglalja a lágyság, szúrás és csapás titkolt módszereit is)
A történetírások 1565–től számítják a kínai harcművészet valódi „alkalmazását” és a kiteljesedését a shaolin kolostorban, amely feltételezhetően Yu Dayou mesternek (is) köszönhető. A kemény shaolin technikákra, illetve a Rou Gong Men elméletére (és módszereire) építve ez időben alakult ki a Déli Sárkány, 1680 körül pedig az Északi Sárkány. Ez utóbbi akkor indult fejlődésnek, amikor 1570-ben a kolostor egy újabb belviszályi támadás következtében leégett (Chow & Spangler, 1982. Egyébként a Shaolin Templomot négyszer égették fel: 1570-ben, 1640-ben, 1723-ban és 1928-ban). Sok szerzetes kelt vándorúrta, és tért be más buddhista kolostorba, illetve indult útnak a déli shaolin kolostorba. Ez az esemény befolyásolta a legnagyobb mértékben a Hajlékony Munka Stílusának történelmét, hiszen ebben az időszakban válhatott ketté a stílus:
- Nem tudjuk pontosan, azonban az elbeszélések szerint – a fennmaradt szemelvények is erről tanúskodnak – az 1500 –as 1600-as évek első felében történt szerzetesvándorlások során a Hajlékony Munka Stílusának filozófiája-, módszere kikerülhetett a song-shan-i shaolin kolostor falai közül. Fordulópontot jelenthetett az 1570-es pusztítás, mely következtében szerzetesek egy csoportja északon maradva más buddhista kolostorokhoz csatlakoztak – így a Hajlékony Munka Stílusa „megkezdte” a belső stílusként való fejlődését. Megtartotta a hagyományos elveket, az állat-technikák alkalmazása (különösen a sárkány, tigris és leopárd) az eredeti módszerek alapján maradt fenn. Feltételezések szerint – a családfa kutatás eredményei is ezt bizonyítják – a Funiu-úhegy (kínaiul: 伏牛山) szerzetesei ápolták és gyakorloták a Hajlékony Munka Stílusát, innen migrálódott családi közösségekbe. Napjainkban a Hajlékony Munka Stílusa belső irányzatának számít (kínaiul: 内家柔功门). A családok hagyományos módon őrizték a tanításokat és gondosan adták tovább felmenőiknek. Napjainkban az autentikus stílusok leginkább ilyen kisebb közösségekben élnek tovább, így a Hajlékony Munka Stílusa talán „legeredetibb” változata is így van jelen. A Rou Gong Men ezért napjaink harcművészeti stílusainak egy igen különleges, szép és egyedi módszereket taglaló átmeneti (külső/belső) irányzata.
- A „déli” Hajlékony Munka Stílusa (vagy ahogy dél-kínai területen nevezik: Yau Kung Mun) kungfu stílus kialakulása alapvetően a déli shaolin kolostorhoz köthető, és (az északi) 1723-as végzetes, mandzsu támadás utáni korszakban indul fejlődésnek. To Sheng és buddhista szerzetesek által egyre többen-, egyre szélesebb körben tanulták, hiszen a támadás elől megmenekült szerzetesek a Qing-dinasztia megdöntésére buzdították a gyakorlókat. E törekvéshez a harcművészet igen jó módszernek bizonyult, így a stílusok ekkor mindinkább a hatékonyságra, a „nyersebb” erőre támaszkodva kissé átalakultak. A Fukien-i Shaolin Kolostor lett új otthona a Hajlékony Munka Stílusának, XVIII. században Sing Loi szerzetes tanította tovább. Ezt a vonalat képviseli Tit Yun szerzetes, majd legjobb tanítványa Ha Hon Hung (kínaiul: 夏漢雄, pinjin: Xia Han Xiong, 1892–1962) mester, aki által a világ először találkozott 1924-ben a Rou Gong Men kungfu val. Ha Hon Hung Mester korábban Cheung Lai Chuen tanítványa volt, és hosszú éveket töltött a Bai Mei Quan (Fehr Szemöldök) művészetével. Később a Hajlékony Munka Stílusát tovább fejlesztve, Ha Mester által kerültek bele Fehér Szemöldök technikák, így napjainkban Dél-Kínában a Bai Mei Quan „testvér-stílusaként” tartják számon. Ezt nevezzük külső stílusnak.

Mester és Tanítvány kapcsolata, és az autentikus gyakorlás
A Hajlékony Munka Stílusának korai időszakában Tanítványnak lenni egészen mást jelentett, mint napjainkban. A tanítvány véglegesen döntött e módszer követése mellett. Ő és Mestere közt különleges kapcsolat alakult ki; az előrehaladást sokkal inkább e kapcsolat motiválta, mint maga a forma – és így a tanulás. Az autentikus harcművészetben a „módszer” vagy „szemlélet” megismerése különbözik a technikák megismerésétől, elsajátításától. A Mester csak azt tekinti (szó szoros értelemben véve) Tanítványának, akiben megvan a szándék és a képesség az „út” vagy „tan” követésére. Idáig azonban évekig tartó gyakorlással juthatott el a Tanítvány, amely egyfajta próbaidőnek is számított, mialatt megmutatkozott a gyakorló belső jelleme. A legenda szerint csak az válhatott Mesterré, aki valóban képes volt a formai szinten való túljutásra – a gyakorlások során türelmet, hűséget és kitartást kellett tanúsítani. Ez idő alatt a gyakorló majdnem minden erejét az őrlődés-, a küzdelem az előrejutásért-, a személyes érvényesülésért-, és a Mester elismeréséért való törekvés emésztette fel, melynek feloldását nagyrészt Buddha tanaiba vetett hittől és a szorgalmas tanulástól, gyakorlástól kapták. Az alapgyakorlatok elsajátításával töltött évek a Mester számára „értéktelen” volt – mindennél fontosabb az emberi tartás, a lélek megerősödése és valódi szabadsága, vagy felébredés volt. Ahol csak lehetett, akadályt és gátat állított a tanítvány vágyai elé (így vált láthatóvá a tanítvány belső tartása, melyet a technikai gyakorlás mellett a legfőbb edzésnek tartottak). Mindezek után a Mester és Tanítvány közösen, más szinten keresték az előrelépést. Feladatuk a külső és belső módszerek egyesítése-, a tökéletesség és a végső igazság (fo fa) beteljesítése volt, amely napról napra megújuló küzdelmet jelentett számukra. A neigong és a waigong gyakorlatok együttes alkalmazása egy olyan sajátos technikát adott számukra, amely alkalmassá tette őket az emberi lét magasabb szintjére való lépésre. E módszerek és azok gyakorlása alapvetően határozták meg a haladás mértékét és irányát, segítséget is innen várhatták (külső támadások, betegségek stb…). Fontos azonban azon örökérvényű igazság is, hogy a neigong és waigong gyakorlatok együttes alkalmazásában rejlő veszélyek – károkat okozva – felborítják az egyensúlyt. A tanulás és gyakorlás során a Mester dolga, hogy instruálja, figyelmeztesse, olykor húzza – tolja tanítványát annak érdekében, hogy később Ő maga is mesterré váljon. Ezért tanítvány csak úgy lehet a kiválasztottból, ha felismeri a valódi mester-tanítvány kapcsolat szükségességét. A Bai Shi (kínaiul: 拜师, magyaros kiejtéssel: paj si) azaz a Beavatás 1750-es évektől van jelen a kínai harcművészetekben, mely során a Mester Tanítványát fiává fogadtta, így lett az „egyszerű tanítványból” menren (kínaiul 门人).
- Tanítók és Mesterek
  - Mester pinjin: shīfu (kínaiul: 師傅 vagy 師父, magyaros kiejtéssel: sifu ) nevezik még: "idős tanítónak" azaz pinjin: lǎoshī-nek (kínaiul: 老師, magyaros kiejtéssel: laose), amolyan "vezető mester", az egyetlen, aki örökül kapta a stílus legvégső tanítását. Feladata az iskola vezetése és a tanítványok képzése a hagyományos módszerek és tanítások által.
  - Mester Mestere pinjin: shīgong (kínaiul: 師公, magyaros kiejtésben: sikung), amely a Hajlékony Munka Stílusában 1800 évektől jelent meg, (RGM-ben: nem aktív – visszavonult Nagymester)
  - Shidai tanítványok tanítója vagy felügyelője (tanítvány) a pinjin: shīsok (kínaiul: 師叔, magyaros kiejtéssel: si sok )
  - Shixiong tanítványok tanítója vagy felügyelője (tanítvány) azaz pinjin: shībak (kínaiul: 師伯, magyaros kiejtéssel: sibak)
- Tanítványok
  - A Mester közvetlen tanítványa az "első tanítvány"-ok közt pinjin: da shīhing (kínaiul: 大師兄), aki Pinjin: shīdai (kínaiul: 師弟, magyaros kiejtéssel: sitaj) ha fiú, Pinjin: shīmui (kínaiul: 師妹, magyaros kiejtéssel: simui) ha lány.
  - Első Tanítvány pinjin: shīxiong (kínaiul: 師兄, magyaros kiejtéssel: sihszjung)
  - Men Zsen Pinjin: menren (kínaiul: 门人, magyaros kiejtéssel: men zsen)
  - Fiú tanítványok pinjin: shīdi (kínaiul: 師弟, magyaros kiejtéssel: sidi)
  - Lány tanítványok pinjin: shīmui (kínaiul: 師妹, magyaros kiejtéssel: simui)

### Kína, Qing-dinasztia (1644–1911)
Zarándolat Kína területén
A XVIII. században a Shaolin Kolostor támogatottsága csökkent, mivel az uralkodók tartottak a harcos papoktól. A templomot folyamatosan érték támadások. Az 1700 évek elején a Rou Gong Men Kung Fu stílus kemény kéztechnikáit a Bai Mei Quan (alapító mestere kínaiul 白眉道人, pinjin: Bái Méi Dào Rén) azaz a Fehér Szemöldök stílusból kölcsönözte – a kéz gyors, rövid körkörös védések és támadások kissé átalakultak, hatékonyságuk-, harci értékük növekedett. Az 1723. első holdhónapjának 6. napján (augusztus 13.) történt támadás során a mandzsuk felgyújtották a Hong Mei szerzetes által vezetett Shaolin Templomot – 128 harcos szerzetes közül 110 nagy küzdelem során életét vesztette. A kolostor 70 napig égett a Mandzsu seregek pedig a 18 túlélőt üldözőbe vették. A kolostor pusztulásából délre menekült szerzetesek shaolin rendszerű iskolák sokaságát hozták létre – nagyrészt fennálló kolostorok falain belül – néhány évtized alatt.
Megjegyzés: Az Öt Öreg Legendája. A kínai történetírás megemlíti az „Öt Öreg” legendáját (少林五老, pinjin: Shao Lin Wu Lao) – akik végül a 18 elmenekült szerzetes közül életben maradtak. (五祖, pinjin: wǔ zǔ): Zhì Shàn Chán Shī (至善禪師), Wǔ Méi Dà Shī (五梅大師), Bái Méi Dào Rén (白眉道人), Féng Dàodé (馮道德), Miáo Xiǎn (苗顯). Az öt legfontosabb családi stílust ZhiShan ChanShi tanítványai alkották meg, akiket a köznyelv szintén az Öt Öregnek nevez: Hóng Xīguān (洪熙官) a HungGar megalapítója, Liú Sānyǎn (劉三眼), a LauGar (tradicionális: 劉家; pinyin: Liú Jiā) megalapítója, Cài Jiǔyí (蔡九儀), ChoyGar megalapítója, Lǐ Yǒushān (李友山), A LeeGar megalapítója, a Choy LeeFut irányzat alapítójának, Chan Heung mestere, valamint Mò Qīngjiǎo (莫清矯), a MokGar stílus megalapítója.
A megmenekült szerzetesek a virágzó délvidéken találtak menedéket. Az E-mei Hegyen biztonságban voltak (kínaiul: 峨嵋山, pinjin: Éméi Shān). (Megj.: A taoisták az Öt Szent hegy egyikeként tartják számon (kínaiul: 五嶽/五岳, Pinjin: Wǔyuè) a buddhisták pedig a Négy Szent Hegy egyikeként. A buddhista szerzetesek szerint az E-mei Hegy Pŭxián púsà lakhelye kínaiul 普賢菩薩, magyaros kiejtéssel: Pu Hszüan Pu Sa, és a Négy Szent Hegy (kínaiul: 四大佛教名山 / 四大佛教名山, pinjin: Sìdà Fójiào Míngshān) egyike) To Sheng, aki élve került ki a templomból a Hajlékony Munka mestere volt, és buddhista papoknak, szerzeteseknek adta át különlegesnek számító harcművészeti tudását (a hagyományok tisztelete). 1720-as, ’30-as években erősödött a Hajlékony Munka Stílusában a Bai Mei technikai repertoár. Egyes feltételezések szerint a Bai Mei Quan stílusban alkalmazott „kirobbanó erő” a Hajlékony Munka Stílusából ered, azonban a qi szerepe (technikákban való alkalmazása, a nei jing technikák) is jelentősebbé vált: sajátos formát öltöttek a technikák (harci értékek, alkalmazhatóság szerint), hiszen egyre intenzívebben van jelen a lágy és kemény, növelve a stílus harci értékét. (1784-ben pinjin: Zhāng Kǒngzhāo kínaiul: 張孔昭, magyaros kiejtéssel: Csang Kong Csao, megírta a harcművészetek klasszikusának számító jegyzetét Harcművészet Módszereinek Esszenciája pinjin: Quánjīng Quánfǎ Bèiyào címen (kínaiul: 拳經拳法備要)
1730-as évektől kezdve datálható a Rou Gong Men különleges módszerének egy valóban strukturált oktatása (tematikája), amelyet a legendák To Sheng szerzetesnek tulajdonítanak. Az alapelvek nem, a technikák gyakorlásának sorrendje ekkor változhatott (feltételezhetően a gyorsabb tanulás végett). Rövidebb idő alatt vált elérhetővé a „kirobbanó erő” és a sajátos csípő alkalmazása a technikákban, amellyel a gyakorló képes volt egy ütéssel való győzelemre. („egy ütés, egy halál” – mondták)

### Kínai Népköztársaság (1912–)
Kína
A politikai viszályok közepette 1928-ban Shi YouSan (1891–1940) tábornok felgyújtotta a Shaolin Kolostort – amely közel 40 napig égett – és a könyvtár szinte teljes egészében elpusztult. Számtalan feljegyzés és kézirat ekkor pusztult el, közöttük olyan felbecsülhetetlen értékűek is, amelyek a korai gyakorlásról, mesterek életéről és stílusokról-, köztük a Hajlékony Munka Stílusáról – mint „rendkívüli módszerről” szóltak (…vaqy tartalmaztak részeket). A stílusok rekonstruálása így mára nehézségekbe ütközik, és folyamatosan tart. A buddhista zarándoklatok során egyes stílusok mesterei más országrészekre is eljutottak, a buddhista tanítások mellett a harcművészeti tudásukat is átadták a befogadó kolostorok lakóinak. Tit Yun szerzetes az 1800-as évek második felében született Dél-Kínában, a Déli Shaolin Kolostor (kínaiul 南少林寺) szerzetese volt. Nevéhez fűződik a Hajlékony Munka világi oktatása (1915-től), és Ő nevezte el a stílust "Hajlékony Munka Stílusának" – Rou Gong Men-nek, melyet viszonylag szűk körben adta át.
Tit Yun szerzetes legjobb tanítványa, Ha Hon Hung Nagymester (kínaiul: 夏漢雄, pinjin: Xia Han Xiong, 1892–1962, kínai oldalon itt) volt, aki hírnevet adott a (déli) stílusnak. Ha Hon Hung Mester járatos volt a Choy Lee Fut irányzatban, amelyet testvére Ha Sang oktatott-, és a Bai Mei Quan stílusban, amelyet a híres mestertől, pinjin: Zhāng Lǐquán (kínaiul: 張禮泉, magyaros kiejtéssel: Csang Li Csüan, 1880–1964) tanulhatott. Ismerője volt továbbá a Hung Gar kungfunak is. A Hajlékony Munka Stílusát Tit Yan chan buddhista szerzetes útmutatása alatt 1918–1924 tanuta – mint kungfu stílust Dél-Kínában 1924-ben tette “nyitottá”, oly módon, hogy létrehozta az első Rou Gong Men Akadémiát a Pearl River Martial Arts Iskolában Guangzhou (Canton), melyet Ha Hon Hung Sportegyesületnek nevezett el. Ha Nagymester iskolájában a Hajlékony Munka Stílusának egy igen erőteljes, dinamikus változatát tanította, amelyen részben a Bai Mei Quan, és a Choy Lee Fut stílus hatásai érezhetőek (amely mára leginkább oroszlán-, és sárkánytáncoltatásban lett ismert és elismert Dél-Kínában). Az idős Tit Yun szerzetes, pinjin: luófúshān hegyeibe (kínaiul 羅浮山, magyaros kiejtéssel: Luo Fo San) vonult vissza pinjin: Hùizhōu közelében (kínaiul: 惠州), ahol hátralevő életét élte.
Megjegyzés: LuoFo Shan gyönyörű hely, számos szerzetes választotta visszavonult élete helyszíneként. E hegyen állt (áll) a Wa Sau Toi Kolostor (華首台, pinjin: huāshǒutái) amely a Sárkány KungFu és a BaiMei (Fehér Szemöldök) KungFu egyik fellegvára. Tai Yuk (大玉禪師, pinjin: dà yù chán shī) chan tanító és híres sárkány mester, Lin Yin-Tang Mok Gar Mester-, Choy Fook, a Choy Lee Fut irányzat megalapítójának Chan Heungnak mestere is e hegyen élt. 1949-ben rombolták. LuoFo Hegyen áll a Temple of Emptiness (沖虛觀, pinjin: chōngxūguān), amely a Hegy Öt Taoista Kolostorainak egyike. LuoFo Shan ad otthont 9 templomnak (guan), 18 kolostornak (si) és 22 nagytemplomnak (an). A LuoFo Shan sűrű erdejében van a “Boots-Losing House”, ahol Ge Hong (葛洪) és tanítója Bo Jing az írásokat tanulmányozták. Ge Hong taoista bölcs, a Bao Po Zi írója e hegyen vált Halhatatlanná.
Ha Hon Hung Nagymester Dél-Kínában mindenki számára elérhetővé tette a stílust. Fiát Ha Kwok Cheung-ot egészen haláláig (1962) tanította (megj.: Ha Kwok Cheung a Kungfu Magazinban Archiválva 2022. február 16-i dátummal a Wayback Machine-ben, aki ezután Wu Shi Tai Ji Quan (kínaiul: 吳氏) felé fordult. Hosszú évekre elmerült e stílus gyakorlásában, később is ezt oktatta, a Hajlékony Munka Stílusának lágy mozgásvilágát azonban csak kiválasztott tanítványai kaphatták meg. Ha Hon Hung Nagymester a Sing Lam (kínaiul: 勝林) templomban is oktatott. Legjobb tanítványa, Leung Cheung 1977-ben Ausztráliába emigrált, ahol a stílus virágzásnak indult. A Hajlékony Munka Stílusának sajátosságait (csípő és törzs, elhajlások, erőelvezetések stb…) kiszanálva, a látványos elemekre helyezték a gyakorlás hangsúlyát, sorra alakultak a sárkány és tigrostáncoltatással foglalkozó Rou Gong Men (ott: Yau Kung Mun) kungfu stílussal foglalkozó kis közösségek. Ha Hon Hung Nagymester fiának, Ha Kwok Cheung mester tanítványai az USA-ba telepedtek le, ahol San Fransiscoban, Los Angelesben nyitottak „Yau Kung Mun” iskolákat-, szintén tigris- és oroszlántáncoltatással. A történelmi időkben Mui Fa San Yang mester látomása, a valódi Rou Gong Men különleges mozdulatai, Ding Yang szerzetes által kidolgozott rendszer a szerzetesi vándorlások során családi irányzatként (kínaiul: 家) napjainkban is jelen van.

### Magyarország (1980-as, 1990-es évek)
Hazánkba a Hajlékony Munka Stílusa zhang ErYu Nagymester mérhetetlen tudásával és egyedülálló tapasztalataival érkezett meg az 1980-as években. A magyarországi kínai közösségben Zhang mester gyógyítóként vált ismertté, kungfu-t azonban nem tanított. Első magyarországi tanítványa XiaoFeng Cserkész Gábor (1978–) lett, akit Pinjin: Bai Shi (kínaiul: 拜师, magyaros kiejtéssel: Paj Si) hagyományok szerint fiává fogadott. Autentikus stílusként adta át harcművészeti ismereteit és tudását, 1995-ben létrehozott Kínai Kulturális és Művészeti Központ tiszteletbeli elnöke lett. Ezután visszatért Kínába, Fo Shan-ban visszavonultan éli gyönyörű öregkorát.
Megjegyzés: Zhang Eryu (张尔雨, magyaros kiejtéssel: Csang Erjü) Zhang család második gyermekeként látta meg a napvilágot az 1920-as években, Wuxian kis városában. Kereskedő család sarjaként már kiskorától dolgoznia kellett, azonban dédapja nagy gondot fordított az okítására. Így ismerkedett meg a harcművészettel is, amelyet, mint családi stílust-, mindennap gyakorolnia kellett. Már a korai időszakban meghatározó volt számára a buddhizmus, fiatal korában – mint kereskedő – bejárta Kína híresebb kolostorait, a buddhista mestereket keresve fel. Olykor kolostorokban vállalt apróbb munkákat. 20-as éveiben több mesterrel találkozott – később megismerkedett a gyógyászat és orvoslás valamint az alkímia alapjaival is. Sors egyik ajándékaként egy szépséges lányba szeretett – megnősült, hívő buddhista felesége hatására a teakultúrában mélyedt el, és teakereskedőként a környező országokba szigetekre is eljutott. Idős korában buddhista misszióját külföldön folytatta, és az 1996-ban alapított Kínai Kulturális és Művészeti Központ szellemi vezetője lett. Azt tanítja, hogy a tökéletes harcművészet a legszelídebb. Azt tanítja, hogy a barátság a legnagyobb dolog, egymás mellé állni, egymás kezét fogni a legnagyobb gazdagság. Úgy tanít, hogy a gyakorlással a hagyományokat tiszteljük, csendes útmutatása által olyan módszert ismerhetünk meg, mellyel életünk könnyebbé válik, és magunk példájával megmutathatjuk az embereknek – hogyan lehet „szépen élni” Napjainkban Zhang FoShan-ban visszavonultan él.

## A stílus alapjai
A Hajlékony Munka Stílusa hagyományosan külső és belső edzésmódszerekkel egyaránt rendelkezik. A belső módszerek a qi keringését-, így az egészség és összhang (harmónia) fenntartását segítik elő, a külső módszerek pedig az inak, izmok és ínszalagok, csontok megerősödését szolgálják. A stílus átmenet a kemény és lágy irányzatok közt, mindkét nagy irányzat alapjait egyesítve a gyakorlás különleges és hatékony módszerekkel rendelkezik. A kínai harcművészetek közt „unikum”, egy valóban különleges és igen hatékony stílus. Fejlődésére számos ismert stílus is hatással volt. Bár különleges mozgása, hatékony harci technikái és egészségvédő, erősítő módszerei egyedülállóvá teszik, ismert stílusok egyes formáival hasonlóságot mutat. Napjainkban közel álló stílusok:
„kemény” stílusok:
- az 1720-30 körül keletkezett Fehér Szemöldök (kínaiul 白眉拳, pinjin: Bai Mei Quan) – amelyet a Rou Gong Men testvérének is tartanak Ha HonHung Mester óta,
- 500 évek környékén keletkezett Shaolin Ököl (kínaiul 少林功夫, pinjin: Shaolin Quan).

„lágy” stílusok:
- Yue Fei tábornok (1103–1141) által létrehozott XingYi Quan (kínaiul: 形意拳),
- Chen WangTing (1600–1680) mester által létrehozott Chen Stílusú TaiJi Quan (kínaiul: 陈氏太极拳, pinjin: ChenShi TaiJiQuan).

Dél-kínai vonatkozásban a Hajlékony Munka Stílusában Choy Lee Fut és a Bai Mei Quan stílusok (technikai sajátosságok) érződnek.

### A tanítások
Az alábbiakban a családi irányzat (kínaiul: 家) jellemzőit mutatjuk be.
A Rou Gong Men azaz a Hajlékony Munka Stílus gyakorlásának módszereit, elméletét és filozófiáját a Mesterek a korai időszakban élt filozófusok, és tanítók bölcsességéhez kötötték. Ez a gyakorlat általános az autentikus harcművészetek világában. Számos tanítás hagyományosan vers (kínaiul: 詩, pinjin: shi) formájában maradt fenn, amely a Tang Dinasztia irodalmát és költészetét jellemző forma. A Hajlékony Munka Stílusának tanításainak jintishi (kínaiul: 近體詩, pinjin: jintishi) stílusát olyan híres költők adták, mint Wang Wei (kínaiul: 王維, pinjin: Wáng Wéi, 701–761), Cui Hao (kínaiul: 崔颢, pinjin: Cuī Hào, 704–754) és Du Fu (kínaiul: 杜甫, pinjin: DuFu). Az instrukciók 5 vagy 7 karakterből álló versikék vagy példázatok (jintishi forma), amelyben leginkább a mögöttes tartalom a fontos. E tanítások gyakran a formák és gyakorlatok helyes végrehajtásáról, a qi áramlásáról – csí kung módszerekről szólnak, melyek elsődleges célja a gyakorlók helyes szemléletének (kínaiul: 武德, pinjin: wude és kínaiul: 無極, pinjin: wuji) kialakítása, azonban megfelelő (nélkülözhetetlen) alapot ad a magasabb szintű gyakorlásokhoz és a valódi képességek kialakulásához.
气 虚 含 沉
沉 领 胸 肩
丹 顶 拔 坠
田 径 背 肘
一 　 刚 连
气 　 柔 棉
何 相 相 不
辰 间 济 断
刚 柔 相 进
块 慢 相 间
A legfontosabb tanítások a gyakorlás során:
- A fej terheletlen, a Qi a Kunlun-ban.
- A szellem (shen) tisztul és a szemekben látható lesz
- Öt Kör Elmélete során a mellkas homorúsága adja a hát egyenességét (domborúvá válását)
- Laza kézfejek nyitott tenyér (laogong)
- A közép megtartása mindenek felett
- Az alsó TanTien kissé felfelé emelkedik, így alakul ki a baihui – huiyin húr
- A lábak erősek és rugalmasak (térdek helyzete / lábujjak és a talp (yongquan pont) szerepe)
- A légzés és a mozdulatok összhangban áll (külső és belső, jin és jang, kemény és lágy váltakozása)
- A tudat (Yi) irányítja a Qi-t, a Qi húzza (felfele) a Shen-t
- Körök és formák egymásba érnek és végpontig hatolnak
- Mozgásban érd el a nyugalmat – minden kör közepe nyugodt és mozdulatlan
- Folyamatosság és változékonyság

### A technikák
Az „északi” és a „déli” stílusok között technikai szinten is adódnak kisebb különbségek. Az eltérés a BaiMei és a ChoyLeeFut stílusokból származtatott technikák és formák alkalmazásából erednek.
- Alaptechnikák (kínaiul: 基本功)
  - Alap kéz-gyakorlatok azaz Ji Ben Shou Fa (kínaiul: 基本手法) alap és magas szinten. Kéztechnikák – pinjin: Quan Fa kínaiul: 拳法, magyaros kiejtéssel: Csüan Fa / valamint pinjin: Shou Xing Zhuang kínaiul: 手形状: védések, elvezetések, és tolások pinjin: tuī shǒu kínaiul: 推手, valamint a "Körző Kéz Technika", mint képesség elsajátítása, amelyet kínaiul: 纏絲功, pinjin: chánsīgōng hívnak. A lágy irányzatokban ez a "Selyemszál Tekercselése"-ként jelenik meg (ld.: TaiJiQuan).
  - Alap lépés-gyakorlatok pinjin: Ji Ben Bu Fa (kínaiul: 基本步法) alap és magas szinten. Lábtechnikák – Bu Fa kínaiul: 步法; lépések (állások) és rúgások, emelt szinten: erőderék technikák, súlypont áthelyezés, erőelvezetés technikái
  - Alap tolás-gyakorlatok pinjin: Ji Ben Tui Fa (kínaiul: 基本腿法)
  - Kéz és lépésformák, minta gyakorlatok pinjin: Quan Tao (kínaiul: 拳套)
- Qi Gong alapok
  - Qi gong alapok pinjin: Ji Ben Qigong Yuan Li He Lian Mi(kínaiul: 基本氣功原理和練習)
  - DaMo Nyolc Brokáttekercs pinjin: Ba Duan Jin gyakorlatok és elmélet (kínaiul: 八段錦)
  - Öt Állat QiGong – pinjin: Wu Qin Xi (kínaiul: 五禽戲)
  - DaMo Izom és Ín Átalakítása pinjin: yi jin jing (kínaiul: 禪氣功)
  - Kis keringetés pinjin: Xiao Zhou Tian Qigong (kínaiul: 小周天氣功)
  - Nagy keringetés pinjin: Da Zhou Tian Qigong (kínaiul: 大周天氣功)
  - Rou Gong Oroszlángolyó Qi Gong pinjin: Rou Gong Shi Qiu Qi Gong (kínaiul: 柔功狮球气功)
- Formák gyakorlása / mintagyakorlatok pinjin: tào lù (kínaiul: 套路)
- Fegyveres technikák és gyakorlatok pinjin: qìxiè kínaiul: 器械, / 18 Alapfegyver pinjin: shíbābānbīngqì kínaiul: 十八般兵器
  - Bot – Napjainkban két fajtája ismert: bái lángān (kínaiul: 白栏杆) és a nángùn (kínaiul: 南棍). A Bot a Hajlékony Munka Stílusának egyik leginkább meghatározó fegyvere pinjin: gùn (棍). Alapfegyver, a Qiang (lándzsa), Dao (szabja), és a Jian (egyenes kard), mellett. E négy alapfegyvert a “Minden Fegyverek Nagyapja” – ként is említik. A Hajlékony Munka Stílusa a Nangun (pinjin nángùn) azaz déli bot technikáit alkalmazza főként, hagyományos módon a bambuszból vágottakat.
  - Szabja – pinjin: Dao (kínaiul: 刀)
  - Egyenes Kard – pinjin: Jian (kínaiul: 劍)
  - Guan Dao kínaiul: 偃月刀, pinjin: Yan Yue Dao vagy 青龍偃月刀) Guan Yu (kínaiul: 關羽, 160–219) tábornok fegyvere, aki a buddhizmusban Sangharama Bodhisattva –ként pinjin: Qíelán Púsà is ismert (kínaiul: 伽蓝菩萨). DaDao (kínaiul: 大刀)
  - Lándzsa – Qiang
- Qín ná (kínaiul: 擒拿)

Az Öt Állat Technikái a mozgásban
HuaTuo Mester által kidolgozott és létrehozott Öt Állat QiGong-, és mozgásrendszer már a kezdetek óta jelen van a stílusban az alábbiak szerint:
- Tigris (虎, Hǔ) stílus és technikák a nyers erő megnyilvánulása, a gyorsaság és a dinamika megtestesítője – ahol a külső belsővé alakul. Főként a karok, a kézfej és a hát erejét hangsúlyozza, amely a Tigris Qi-je.
- Leopárd formák megnyilvánulása a gyors lábmunkában, és helyzetváltoztatásban ad kiemelkedő segítséget. Fontos a fej terheletlensége és jó tartása, amely a Qi helyes keringetésének és áramoltatásának alapja.
- Kígyó (蛇, Shé) a lágyság és rugalmasság. Itt a belső külsővé alakul. Alapja a Qi és a belső mozgás, amely a kígyó apró technikáit jellemzi, a fogások és csavarások, amely meglepő dinamizmusa magával ragadó.
- Daru (鶴, Hè) az egyensúly és a játékosság megtestesítője.
- Sárkány, (龍, Lóng) amely a derék mozgását, az egészséget és a flexibilitást, azaz a hajlékonyságot adja.

### A gyakorlásról és alkalmazott fegyverekről
Botban Kör. Lándzsában Kör és Szúrás. Guandaoban Kör, Szúrás és Elvezetés. Szablyában Kör, Szúrás, elvezetés és Vágás. A kardban benne a Mindenség.
A Hajlékony Munka Stílusában már a korai gyakorló időkben megkezdődik a fegyveres gyakorlás. A stílusban a fegyveres technikák a hosszú botra épülnek. A bot-, és így a botformák végigkísérik a gyakorlót fejlődése minden állomásán. Az e fegyverrel kialakult képességekre alapoz később a lándzsa és a guandao. A hosszúbot technikái egyszerűek és természetüknél fogva szépek. A körzés, elvezetés, söprés és csapás, valamint a döfés technikái változatosan követik egymást
A lándzsa egyszerűsége révén a leggyorsabban megtanulható fegyver a stílusban. Azonban igazán tudni, igazán érezni a fegyvert már egészen más dolog. A gyakorlás során elsősorban körzünk és elvezetünk, tapadunk és összekapcsolódunk, döfünk. Olykor a kiemelés és fenntartás technikáját alkalmazzunk, máskor ütünk és akadályozunk a körkörösséggel és a lándzsa nyelével. A hajszálpontos szúrás külön módszereken keresztül tanulható meg és sajátítható el. A kiteljesedést a védekező és támadó technikák kombinációja jelenti, mely gyorssá és igen hatékonnyá teszi ezt a fegyvert. A körök által látható technikák közepében elrejti az ürességet. Mesterek szerint a lándzsa olyan, mint a kígyó: tekereg, rejtőzködik, visszahúzódik és támad. De avatott kezekben olyan is, mint a vékony bambusz: rugalmasan ráhajlik a szélre.
A GuanDao 偃月刀, Yan Yue Dao vagy 青龍偃月刀) a Hajlékony Munka Stílusban nemes helyet foglal el. A nyers izomerővel mozgatott fegyver a gyakorlás bizonyos szintjén túl már kecses és villámgyors védelmet nyújt, melyben megjelenik a lágyság és rugalmasság. Gyakorlása közben körkörösen védünk és elvezetünk, alkalmazzuk a felütés, vágás, tolás és döfés technikáit. A GuanDao olyan mint a bambuszok közt megbúvó tigris. Hangtalan, gyors és roppant erős. A lángnyelvet formázó éles, rugalmas penge az erőderék alkalmazásával bárhova elér, majd visszaforgatva rejtőzik ismét. A hosszúbot és a szabja különösen hatékony ötvözete. Mesterek azt mondják, e fegyverben az erő akár a tigris, a lágysága, mint a szél. A kiszámíthatatlan változások innen erednek…
A szablya Dao; 刀 gyakorlása során számos technikát kell megismerni, olyan mozgásokat végzünk, mint a felpattanás, helyváltoztatás és kitérés. A fegyver akár a fűzfavessző, övszerűen tapad a testhez, minden mozzanata a kör tökéletessége. Erős és lágy erők rugalmas játéka, majd egyszer csak kilő amikor a lépések megváltoznak. A test elmozdul: egy lépés előre, egy hátra. Egy hasítás, egy vágás. Úgy mondjuk: a szabja a kar meghosszabbítása, egységet alkot. Forognak és pörögnek, emelkednek és alászállnak, mint egy hosszú szivárvány, amely átível az égbolton. Mint amikor a szél tölcsérszerűen kavarja a földre hullt virágszirmokat…
Az egyenes kard Jian 劍 a fegyverek közül a legbonyolultabb. A technika gyakorlása közben a test követi a kard mozgását, amely körkörösen mozog a test körül, és minden irányban védelmet nyújt. Elegáns és hajlékony, hajszálpontos és a meglepetés erejével ható, ezek a testtel eggyé vált kard jellemzői. Mint egy sárkányszellem, amely villámgyorsan mozog, vagy mint egy főnixmadár, amely a magasban szárnyal köröket írva le.

### Filozófiai alapok
- Körelmélet pinjin: xun huan (kínaiul: 循环)
- Yin-Yang elmélete (kínaiul: 阴阳法, ahol a 陰 vagy 阴, pinjin: yīn, 陽 vagy 阳, pinjin: yáng)
- Öt Elem Tana pinjin: wǔxíng (kínaiul: 五行) és gyakorlati alkalmazása
- Három Kincs pinjin: sānbǎo (kínaiul: 三宝, 三寶): elmélete és alkalmazása a neigong-ban. Buddhista felfogás szerint a három kincs: Buddha (佛, pinjin: Fó), Dharma (法, pinjin: Fǎ), Sangha (僧, pinjin: Sēng). Harcművészeti szempontból a három kincs: Qi (氣) Jing (精) és a Shen (神)
- Naptárrendszer pinjin: jìulì (kínaiul: 旧历) – hatvanas ciklusok pinjin: gānzhī (kínaiul: 干支), amelyek meghatározzák a neigong, neijia gyakorlásokat.

A fentiek egységes rendszerét a gyakorlónak kell megteremtenie, amelyben Mestere nyújt nélkülözhetetlen segítséget. Zhang ErYu Nagymester útmutatása a következő:
Fontos továbbá:
- Belső Gyakorlás (kínaiul: 內業) egymásra épülő rendszere
- Harcos tudat kialakítása pinjin: wude (kínaiul: 武德), amely a szív (心, pinjin: Xin) és tudat (慧, pinjin: Yi) felszabadulásával érhető el. A cél a wuji (kínaiul: 無極) állapotának elérése. (taoizmusban: 无为, pinjin: wu wei) A tettekben: szerénység, alázatosság (kínaiul: 謙虛/谦虚, pinjin: qiānxū) hűség (忠誠/忠诚, pinjin: zhōngchéng) tisztelet és figyelem (kínaiul 尊敬, pinjin: zūnjìng) tisztesség (正義/正义, pinjin: zhèngyì) bizalom, hit (kínaiul: 信賴/信赖, pinjin: xìnlài) A tudatban: bátorság (kínaiul: 勇氣/勇气, pinjin: yǒngqì) állóképesség, tűrőképesség (kínaiul: 忍耐, pinjin: rěnnài) együttérzés (kínaiul: 性心, pinjin: xìngxīn) állhatatosság (kínaiul: 毅力, pinjin: yìlì) akarat, szándék (意志, pinjin: yìzhì)

## A gyakorlás rendszere
1730-as évektől datálható a Rou Gong Men különleges módszerének egy valóban strukturált oktatása (tematikája), amelyet az elbeszélések ToSheng Mesternek tulajdonítanak. Az alapelvek nem, a technikák gyakorlásának sorrendje ekkor változhatott (a gyorsabb tanulás érdekében). Tizenkét, négy nagyobb részre tagolódik, az alábbi tematika szerint:
- 第一級 – 第三級 A gyakorlás első három szakasza Az elvek tisztázása: „Yin és Yang”, a „Qi” és a „San Chou”, valamint a „Yuan Li” elmélete és gyakorlata a Rou Gong Men rendszerben. Ezt követően a helyes állás, és az alap kéztechnikák elsajátítása, majd a kétkezes gyakorlatok – lökések elvének és gyakorlatának elsajátítása a „18 Lo Han” gyakorlatán keresztül (十八推掌) (Megj.: Eighteen Lohan of Chinese Buddhist Temples 或稱十八阿羅漢、十八尊者). Az erőderék alkalmazása és filozófiájának megértése, a súlypont átvezetése és a helyes állás megértése, és gyakorlása alapja a lépések végrehajtásának. A lábtechnika megértése és begyakorlása végigkíséri a tanítványt a tanulás egészén. A gyakorlás első három fázisa: (1) „18 Lökő Kéz Forma”, (十八雙推掌, pinjin: Shi Ba Zhi Tui Zhang), (2) „Mozgásban Meglelni a Nyugalom Békéjét és Erejét” (動作柔和, pinjin: Dong Zuo Rou He), (3) „Lágyság Által Mozdulj” (以柔制勝, pinjin: Yi Rou Zhi Sheng). Nincs helye a harci tornának anélkül, hogy a gyakorló ne lenne tisztában az elvekkel. A légzésgyakorlatok, az alap kéztechnikák, valamint a qi gong gyakorlatok végrehajtására – és az elméletre kell összpontosítani.
- 第四級 – 第六級 A 4-6 szakasz A haladó tanítvány, aki megvalósította az első három szakaszt, és megszerezte a képességet, hogy tovább lépjen; a harci torna alapjaival ismerkedik meg. A lassú mozgások helyenként nagy gyorsasággal végzendők. A lazaság (yin) megértése és gyakorlati alkalmazása előtérbe kerül, a harcban való felhasználás (yang) fontos. Így az ellenfél egyensúlyának és erejének elvezetését, ellene való felhasználását valósítja meg. A technikák végrehajtása és valódi megértése, alkalmazása miatt egyenetlen talajon, természetes közegben történő szabad küzdelmi mintagyakorlatok tanulmányozására kell időt fordítani. Sanshou (kínai: 散手, lit. szabad kéz) gyakorlás is előtérbe kerül. A régiek egy dzsunka, de akár egy dézsa peremén is gyakorlatoztak. A legtöbb ember támadása arra késztet, hogy ne a cselezések kerüljenek előtérbe, hanem a villámgyors elhajlás, támadás, helyzetváltoztatás.
- 第几級 – 第几級 A 7-9 szakasz „Rou Gong Quan” (柔功拳) azaz „Hajlékony Ököl Technikák” gyakorlata. A már megszerzett lágyságból erőben kirobbanó technikák (rugalmas erő ld.: NeiJing / NeiFa gyakorlatok) kapnak helyet. A kezdetektől tanult és már megértett Yin és Yang erők alkalmazása kerül előtérbe a harci tornában – mintagyakorlatokban, melyek során a kifinomult erőt kell használni. A kéztechnikák rövidek, körkörösek és nagyon dinamikusak. Hat Egyesülés Elve (六合, pinjin: LiuHe), Öt Forma (五形, pinjin: Wu Xing), (通節, pinjin: Tong Jie), (掃堂, pinjin: Sao Tang) Öt Forma: Előrehaladás (進步, pinjin: jìn bù), Hátrálás (退步, pinjin: tùi bù), Ballra lépés (左顾, pinjin: zǔo gù), Jobbra lépés (右盼, pinjin: yòu pàn), Közép Megtartása (中定, pinjin: zhōng dìng). Ezek a szintek a kifinomultabb technikák gyakorlásának időszakai. A kezek és a lábak, valamint a test összehangolt finom mozdulatával, mozgásával érhetők el a követelmények. A legnagyobb hangsúly a két erő harcán és összhangján van, a szüntelen változás hatásának megfigyelésén, és a küzdelemben történő alkalmazásán. A Rou Gong Men alapvető lényege, hogy a gyakorló képes legyen a lágyságból (Yin) erőt (Yang) nyerni, és ezáltal a Qi-t mozgatni. Ez drámai mértékben alakítja majd át és erősíti meg a tanítvány testének egészét. A formák belülről kelnek életre, és így hatékonyságuk jelentősen megnövekszik. A legnagyobb hangsúly a két erő harcán és összhangján van, a szüntelen változás hatásának megfigyelése, és a küzdelemben történő alkalmazása.
- 第十級 – 第十二級 A gyakorlás utolsó három szakasza A „végső” szakasz a Rou Gong Quan azaz a „Hajlékony Munka Ökle” megnevezést viseli. A fegyverek használata itt erősen előtérbe kerülnek: 六合梅花左槍 – Lui He Mei Hua Zuo Qiang, 六合劍 – Liu He Jian, 箭步單腰刀 – Jian Bu Dang Yao Dao, 蟠龍槍 – Pan(g) long Qiang, 蟠龍雙頭槍 – Pan(g) Long Zhi Qiang, 施風雙斧 – Shi Feng Zhi Fu, 梅花護手釣 – Mei Hua Hu Shou Diao, 九環大刀 – Jiu Huang Da Dao, 仙花寶燈 – Xian Hua Bao Deng, 千字耙 – Qian Zi Ba. A mester a fegyvereket erőként (Yang) a testet pedig lágyságként (Yin) értelmezi és képes a szempillantás alatt végbemenő cserére: Yang-ból születő Yin és Yin-ben megcsillanó Yang állapota az Örökös Változás, a kiszámíthatatlan energia. Az ERŐ és a LÁGYSÁG hatásos kombinációjából végül megszületik a stílusra, annyira jellemző rugalmas változékonyság. A Végső Tanítás: „Az erő olyan mint a tigris, a lágyság akár a szél. A kiszámíthatatlan változások innen erednek…”

Megjegyzés: Modern Rou Gong Men napjainkban, Dél-Kínában (yau kung mun) a stílus technikai repertoárja leginkább a sárkány-, és oroszlántáncoltatás gyakorlásához alkalmazott. Oka, hogy a Hajlékony Munka Stílusa alkalmazza azt a módszert, amely egyesíti a lágy és kemény technikákat és módszereket, ezáltal a sárkányok és oroszlánok valóban életre kelnek. A Hajlékony Munka Stílusának gyakorlói a legjobb oroszlántáncoltatók a világon. A stílus autentikus mivoltát leginkább északon, családokban és közösségekben őrzik mesterek, és gyakorlóik.

## Iskolák és mesterek
Napjainkban, Ausztráliában és Dél-Kínában egyre népszerűbb a Hajlékony Munka Stílusa, amely új utat tört magának; nem a hagyományok ápolására, hanem a technikai tudás sajátos alkalmazására – a sárkány-, és oroszlántáncoltatás profi bemutatására összpontosít. Azonban tény, hogy az igen nehéz, és komplikált gyakorlatok pontos végrehajtásához a Hajlékony Munka Stílusa, mint kungfu stílus ismerete elengedhetetlen. Sajátos, Paj Mej (白眉, pinjin: Bai Mei) technikáival ötvözött shaolin eredetű stílust az 1950-es években hozta létre és jegyezte le Ha HonHung (夏漢雄, pinjin: Xia Han Xiong, 1892–1962) Nagymester, Hongkongban.
- Ausztráliai YauKungMun Harcművészeti Egyesület Nagymester: Ha HonHung (夏漢雄, pinjin: Xia Han Xiong, 1892–1962), Ha KwokCheung (夏國璋, pinjin: Xia GuoZhang, 1927–2004), Leung Cheung (梁祥, pinjin: Liang Xiang, 1926–1999), a Yau Kung Mun Australia Megalapítója. Mesterek: James Leung (梁鉅), Master Percy To (杜偉明)
- Shaolin YauKungMun KungFu Akadémia https://web.archive.org/web/20070825001444/http://www.yaukungmun.com.au/ Mester: Garry Hearfield Mester (1969–)
- YauKungMun USA Nagymester: Wong Cheung
- USA YAU KUNG MUN Egyesület( https://web.archive.org/web/20070812025807/http://www.ykm-sf.com/about.htm)
- Fiery Dragon Lion 香港柔功門弘德龍獅體育會 (https://web.archive.org/web/20070818190257/http://www.fierydragonlion.com/)
- Hong Kong Chinese Martial Arts Dragon and Lion Dance Association 香港中國國術龍獅總會https://web.archive.org/web/20070820152039/http://www.hkcmaa.com.hk/intro/kungfu.html

## Végezetül
A Hajlékony Munka Stílusa autentikus kínai harcművészet, egy olyan rendszer, amely több mint 1300 éves történelemmel rendelkezik. Rendszeres gyakorlása számos ajándékot ad, hiszen befolyásolja energiarendszerünket, megnyugtatja és regenerálja szervezetet, növeli az agy kapacitását, így könnyen beindulnak az öngyógyító képességek. A stílus alapvető lényege a kör, amely a tökéletesség és az egység szimbóluma. Ezen az elven keresztül az alaptechnikák és gyakorlatok az egyetemes összetartozást, együttműködést és egyenrangúságot jelképezik. Minden gyakorlás az aktív meditáció eszköze – amely végtelen energiával jellemezhető. Az apró – mindenben ott rejlő körök és elvezetések koncentrikusan vezetik meg ezt az energiát, a kemény és lágy kölcsönösségéből születik meg minden alakzat és forma. A gyakorlatok látványa varázslatosan hat: lehetetlen minden jelentését, a benne rejlő erőt és értelmet az adott pillanatban egyszerre felfogni… A helyes gyakorlása magaslatokig emel, a teljes betekintéshez azonban nem csak gyakorlás, hanem helyes lelkület is szükséges. Az a gyakorló érhet ezt el, aki megérti és átérzi: nem az a fontos, amit létrehoz (forma), hanem az, amivé közben válik. Természetes, hogy a gyakorlás közben fejlődik az önismert, nő az energiaszint, a tudatállapot kitágul. A stílus mai napig megőrizte értékeit, amelyek közül a legfontosabb:
- az egészség megszilárdítása, mint tízezer baj megelőzése;
- ellenálló fizikum kialakítása, amely jó egészséggel és a végtelen energiával jellemezhető;
- a buddhista filozófia tanulmányozása, mely alapja a szellemi erők kifejlesztésnek;
- a koncentrációs képesség megerősítése és a meditáció elsajátítása;
- légzéstechnikák megismertetése és elsajátítása – „qi gong” gyakorlatokon keresztül;
- kiemelkedő mozgáskoordináció fejlesztése – a lágyság és keménység összhangjával hatékony önvédelmi rendszer;
- az önvédelem művészetének gyakorlati és hatásos alkalmazása.
- a „qi” kifejlesztése és annak tudatos szabályozása – amely csendes, nyugodt, meleg, tiszta, végleges és ragyogó;
- hagyományos kínai orvoslás alapjainak megértése;